# Ésquines
Ésquines (em grego antigo: Αἰσχίνης, Aischínēs; Atenas, ca. 389 a.C. – Samos, 314 a.C.) foi um orador ateniense.
Pertencia a uma família de poucas posses. Isso, no entanto, não o impediu de casar-se com uma mulher oriunda de uma família muito mais rica. O interesse pela política sempre o acompanhou mas foi somente em 348 a.C. que se lançou como orador. Pronunciou, então, um discurso contra Filipe da Macedônia.
Devido à tensão política, Ésquines foi enviado em embaixada para Megalópolis com o intuito de preparar uma liga pan-helênica contra a Macedônia. O projeto fracassou e Ésquines percebeu que Atenas ficaria isolada. Em vista disso, Ésquines procurou uma política de concessões.
Em 346 a.C. foi encarregado de negociar a paz com os macedônios. No ano seguinte, contudo, Ésquines foi acusado por Demóstenes de se deixar corromper por Filipe, mas conseguiu a absolvição especialmente por seus discursos Contra Timarco e Sobre a Embaixada.
Por volta de 337 a.C., atacou em discursos Ctesifon, que propusera dar a Demóstenes uma coroa de ouro. Após uma derrota, em que não conseguiu nem um quinto dos votos, retirou-se para a Jônia e Rodes, onde foi professor de retórica.
Ésquines foi um dos maiores oradores gregos de que se tem notícia.